# Estación de Poissonnière
La estación de Poissonnière es una estación del metro de París situada en el límite de los distritos IX y X. Pertenece a la línea 7.

## Historia
La estación fue inaugurada el 5 de noviembre de 1910.
Se ubica muy cerca de la calle del Faubourg Poissonnière, una vía usada por los pescaderos para traer a París, desde el puerto de Boulogne-sur-Mer, el pescado al mercado cubierto de Les Halles siguiendo una antigua calzada romana.

## Descripción
Se compone de dos andenes laterales de 75 metros de longitud y de dos vías.
Está diseñada en bóveda elíptica revestida completamente de los clásicos azulejos blancos biselados del metro parisino.
Su iluminación ha sido renovada empleando el modelo vagues (olas) con estructuras casi adheridas a la bóveda que sobrevuelan ambos andenes proyectando la luz en varias direcciones.
La señalización por su parte usa la moderna tipografía Parisine donde el nombre de la estación aparece en letras blancas sobre un panel metálico de color azul. Por último, los asientos de la estación colocados en bloques de cinco son amarillos, individualizados y de tipo Motte.